# Seevorstadt
Die Seevorstadt ist eine der Vorstädte der Stadt Dresden und liegt im Stadtbezirk Altstadt. Die Prager Straße teilt sie in die Seevorstadt Ost und die Seevorstadt West. Beide Teile sind den statistischen Stadtteilen Wilsdruffer Vorstadt/Seevorstadt-West bzw. Seevorstadt-Ost/Großer Garten zugeordnet und liegen in der Gemarkung Altstadt I, z. T. auch in der Gemarkung Altstadt II.

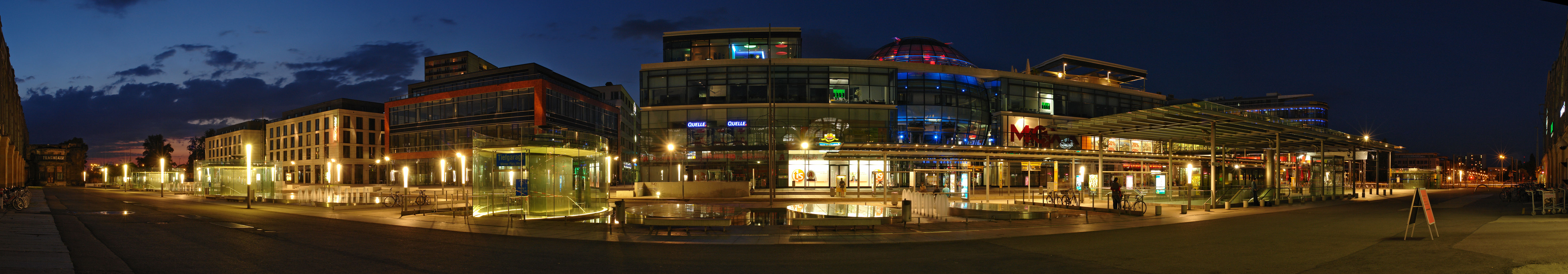
Neue Konstruktionen am Wiener Platz

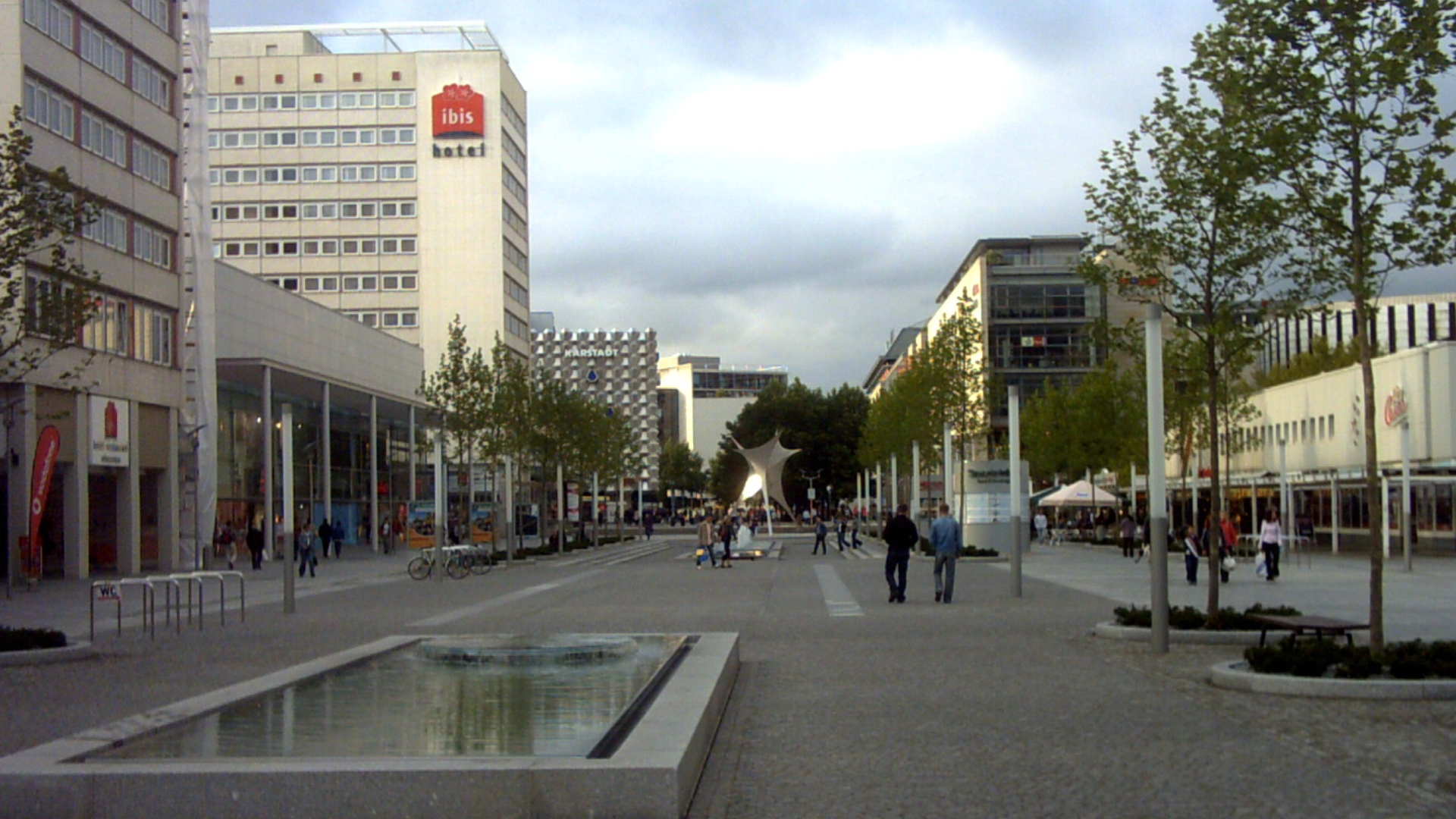
Prager Straße

In der Seevorstadt befindet sich die große Haupteinkaufsmeile Prager Straße und an deren Ende der Wiener Platz mit dem Hauptbahnhof.
Der Name des Stadtteils leitet sich von mehreren Seen ab, die dem späteren Wassergraben der Stadtbefestigung südlich vorgelagert waren, darunter der vom Kaitzbach gespeiste Jüdenteich. Diese Wasserflächen gehen auf das alte Bett des Kaitzbaches im Seegraben zurück, dessen ursprüngliche Mündung westlich der Altstadt unweit der alten Weißeritzmündung lag. Die Seen selbst wurden ab dem späten Mittelalter trockengelegt.
Das südliche Tor in der Dresdner Stadtbefestigung war das Seetor, zu dem vom Altmarkt aus die (heute wieder so benannte) Seestraße führte.
Früher gehörten auch Teile der Südvorstadt zur Seevorstadt.
Im 19. Jahrhundert entstand nach Parzellierung des de Villers’schen Besitzes ab 1838 in der östlichen Seevorstadt auf dem Grundstück des Gartens und angrenzenden Vorwerks des Palais Moszinska das Englische Viertel. Durch die Luftangriffe auf Dresden und die Enttrümmerung der Stadt wurde nahezu das gesamte Viertel zerstört, sodass die 1874 erbaute Villa Salzburg in der Tiergartenstraße gegenüber dem Haupteingang des Dresdner Zoos das letzte Bauwerk des Englischen Viertels darstellt, geografisch allerdings nicht zur Seevorstadt, sondern schon zum benachbarten Stadtteil Strehlen gehört.